# Bensbyn
Bensbyn is een stadje (tätort) binnen de Zweedse gemeente Luleå. Het stadje wordt al genoemd in 1543 in het toenmalige handelsregister. Het is waarschijnlijk genoemd naar de familienaam Bengtson, later verbasterd tot Bense, Bensbyn of kortweg Bengt. De rivier Holmsundet mondt hier uit in een fjord van de Botnische Golf.
Bestuurscentrum: Luleå (Tätort)
Tätort: Alvik · Antnäs · Bälinge · Bensbyn · Bergnäset · Brändön · Ersnäs · Gammelstad · Jämtön · Kallax · Karlsvik · Klöverträsk · Måttsund · Persön · Råneå · Rutvik · Södra Sunderbyn
Småort: Ale · Ängesbyn · Avan · Björknäs en Harrviken · Björsbyn · Böle · Börjelslandet · Brännan · Bränslan · Fällträsk · Gäddvik · Hagaviken · Midbyn · Mörön · Niemisel · Norra Gäddvik · Örarna · Reveln · Smedsbyn · Södra Prästholm · Sundom · Vitå
Overig: Alhamn · Skäret · Niemiholm